# 瓜达尔卡纳尔岛
瓜达尔卡纳尔岛（英語：Guadalcanal），简称瓜岛，位于西南太平洋，是太平洋西部一系列火山島嶼之一，也是所罗门群岛中最大的一个岛，該國首都荷尼阿拉即位於本島北部海岸。
經濟上主要倚賴漁業和農業，1990年起開始有金礦的開採。
瓜達康納爾島面积5,302平方公里（2,047平方哩），人口109,382人（1999年数据）。该岛於1788年被西方人发现，1893年成为英国保护领。第二次世界大战期间曾被日军占领，后成为美國與日本軍隊之間長期戰鬥的場所（1942年~1943年），同盟國在這裡攻下當第一個本由日方控制的空軍基地，而周圍的海域也進行過多場激烈的海戰。

## 歷史
16世紀西班牙人到此，依塞維亞省的瓜达尔卡纳尔命名此島。18世紀晚期英國人來訪，1893年英國兼併該島，使之成為英屬索羅門保護國的一部分。
1942年8月美军發動瓜達康納爾島戰役，经过激烈的丛林战之後，日軍的補給線被美軍切斷，大多數日軍被飢餓折磨至死，逃出的日軍稱瓜島為餓島。盟军于1943年2月占领该岛。
第二次世界大戰後，瓜達爾卡納爾島原住民與來自馬萊塔島的移民間的種族緊張情勢更形惡化。1978年瓜達爾卡納爾島由原先英國殖民地轉而成為獨立國家後，種族間的對立一觸即發。1998年零星的暴亂和衝突，為2000年6月的軍隊叛變埋下伏筆。2000年10月各黨派簽屬和平協定。